# Кольбіц
Кольбіц (нім. Colbitz) — громада в Німеччині, розташована в землі Саксонія-Ангальт. Входить до складу району Берде. Складова частина об'єднання громад Ельбе-Гайде.
Площа — 71,85 км2. Населення становить 3219 ос. (станом на 31 грудня 2021).

## Галерея

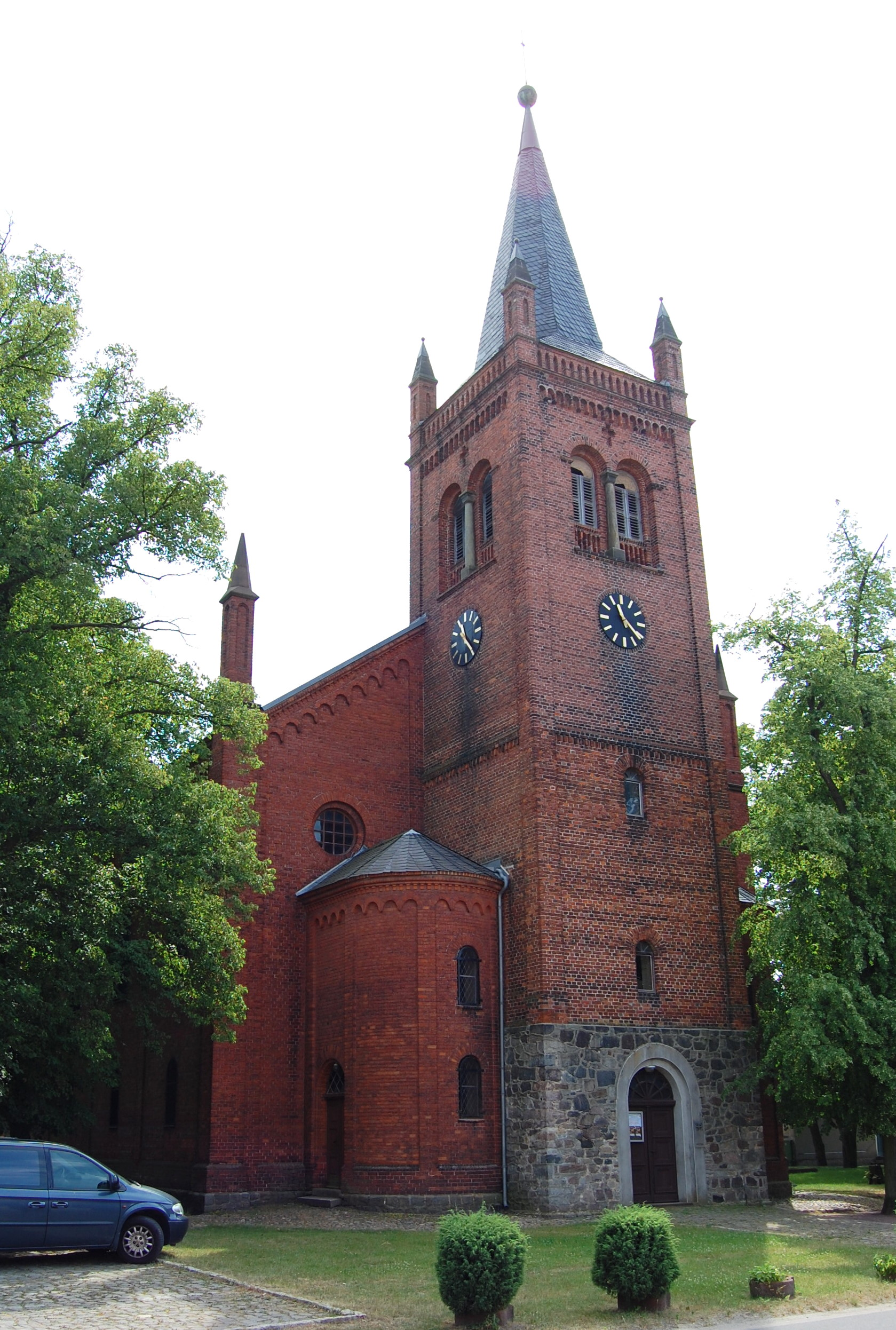
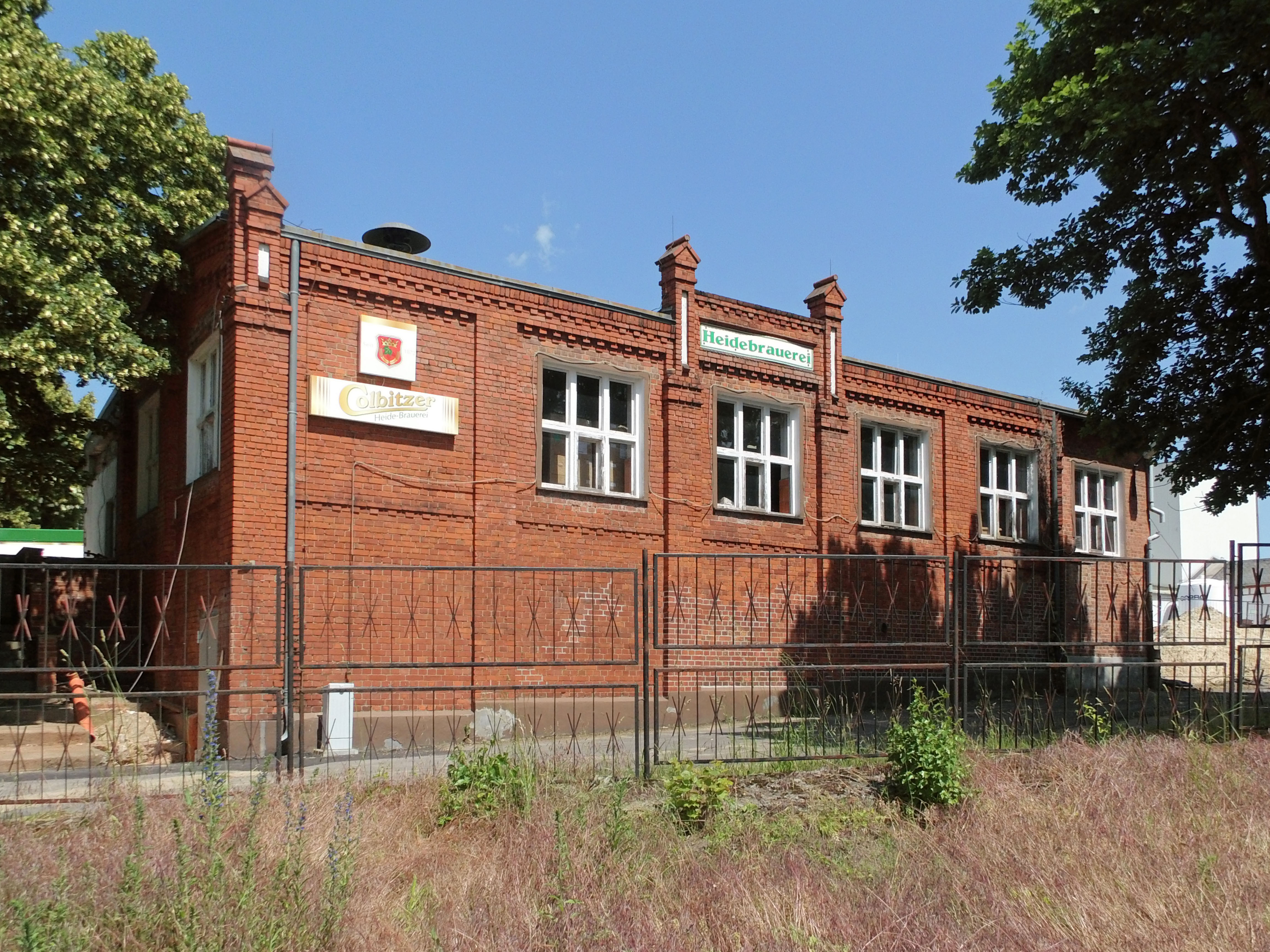
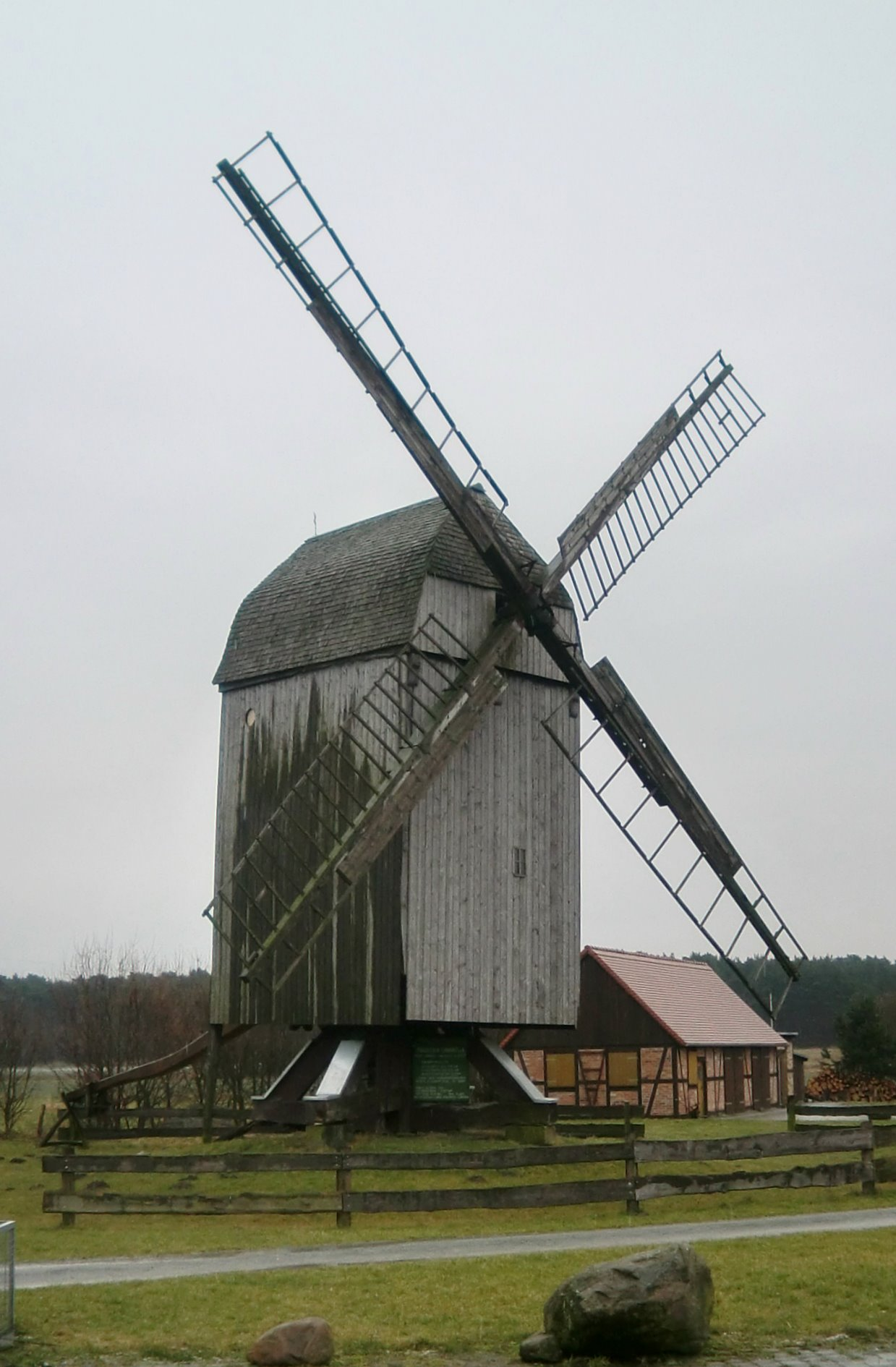
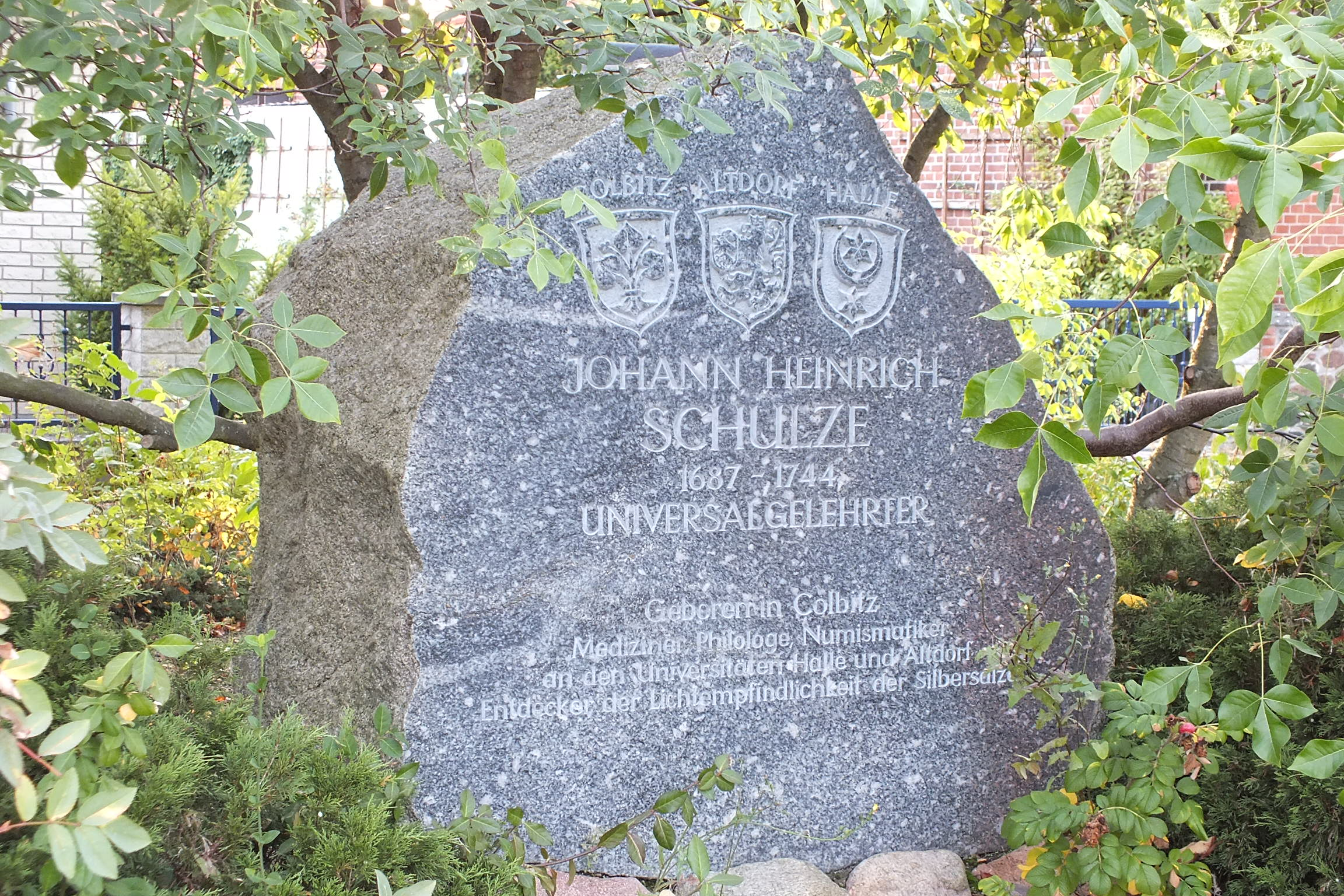